# Arpégiateur

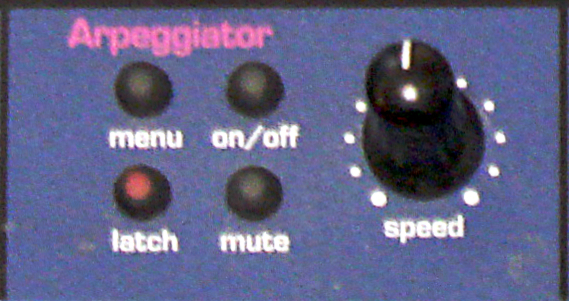
Interface de l'arpégiateur du Novation Nova

Un arpégiateur est un module présent sur certains synthétiseurs permettant d’exécuter automatiquement un arpège à partir d'un accord plaqué sur le clavier.

## Utilisation
L'utilisation de base consiste à plaquer un accord sur un clavier, le synthétiseur joue alors une succession de notes en rythme.
Un arpégiateur dispose de réglages permettant de contrôler et modifier des paramètres tels que la vitesse d'exécution (tempo), l'ordre des notes et le sens de l'enchaînement (montant, descendant, alternatif, aléatoire), la tessiture (le nombre d'octaves balayés par le motif), l'unité de temps de la note, la synchronisation ou non sur une horloge externe, etc.
Ces arpèges peuvent éventuellement être enregistrés dans un séquenceur MIDI pour être ensuite retravaillés, modifiés et rejoués sans avoir à réutiliser l'arpégiateur.
Les arpégiateurs sont des fonctions également présentes en tant que « plug-ins » dans les stations audionumériques, tels que Reason, Cubase, Ableton Live, FL Studio.